# Pycnogonum madagascariensis
Pycnogonum madagascariensis is een zeespin uit de familie Pycnogonidae. De soort behoort tot het geslacht Pycnogonum. Pycnogonum madagascariensis werd in 1911 voor het eerst wetenschappelijk beschreven door Bouvier. 